# Café Cowala
Café Cowala is een komische stripreeks geschreven en getekend door de Belg Bruno De Roover. De gags van Café Cowala verschenen van maart 2006 tot september 2012 wekelijks in P-Magazine. Alle personages in de reeks zijn dieren, maar handelen als gewone mensen. Kenmerkend voor Café Cowala is de zeer onderkoelde, droge humor. De inhoud is vaak hard en grof, maar steeds spits.
Het eerste album won een Rookie Award op Stripfestival Middelkerke.

## Personages
Enkele personages uit deze reeks zijn:
- Cowala (caféuitbater)
- Meneer Vandenondt (vaste klant)
- Kleine Vandenondt
- Opa Vandenondt
- Ducq
- Meisje

## Albums
Hieronder volgt een lijst van albums. Het eerste album werd uitgegeven door Ballon. Uitgeverij Strip2000 zette de reeks verder en gaf het tweede en het derde album uit waarna ze het eerste album ook heruitgaven.
1. Deel 1 (2013)
2. Deel 2 (2014)
3. Deel 3 (2015)